# Canthigaster leoparda
Canthigaster leoparda es una especie de peces de la familia Tetraodontidae en el orden de los Tetraodontiformes.

## Morfología
Los machos pueden llegar alcanzar los 7,5 cm de longitud total.

## Hábitat
Es un pez de mar de clima tropical y asociado a los  arrecifes de coral que vive entre 30-50 m de profundidad.

## Distribución geográfica
Se encuentra al este del Índico (Isla de Navidad) y el oeste del Pacífico (Filipinas, Ambon y Guam ).

## Observaciones
Es inofensivo para los humanos.